# When I Look in Your Eyes
When I Look in Your Eyes – piąty album kanadyjskiej jazzowej pianistki i wokalistki Diany Krall wydany w 1999 roku. Był on nominowany do  Nagrody Grammy w kategorii album roku w 2000 roku.

## Lista utworów
1. „Let's Face the Music and Dance” – 5:18
2. „Devil May Care” – 3:20
3. „Let's Fall in Love” – 4:19
4. „When I Look in Your Eyes” – 4:31
5. „Popsicle Toes” – 4:28
6. „I've Got You Under My Skin” – 6:10
7. „I Can't Give You Anything But Love” – 2:32
8. „I'll String Along with You” – 4:45
9. „East of the Sun (and West of the Moon)” – 4:57
10. „Pick Yourself Up” – 3:02
11. „The Best Thing for You” – 2:37
12. „Do It Again” – 4:35
Ukryty utwór:
13. „Why Should I Care?” – 3:46

## Twórcy

### Muzycy
- Diana Krall – pianino, wokal
- Chuck Berghofer – gitara basowa
- Alan Broadbent – pianino
- Larry Bunker – wibrafon
- Pete Christlieb – saksofon
- John Clayton – gitara basowa
- Jeff Hamilton – perkusja
- Eddie Karam – dyrygent
- Russell Malone – gitara
- Johnny Mandel – dyrygent
- Lewis Nash – perkusja
- Ben Wolfe – gitara basowa

### Techniczni
- Tommy LiPuma, Dave Foster, Johnny Mandel – producenci
- Al Schmitt – główny dźwiękowiec
- Koji Egawa, Rory Romano, Anthony Ruotolo, Bill Airey Smith – pomocniczy dźwiękowcy
- Al Schmitt – miksowanie
- Koji Egawa, Bill Airey Smith – pomocnicy przy miksowaniu
- Doug Sax – mastering
- Marsha Black – koordynator projektu
- Hollis King – dyrektor artystyczny
- Isabelle Wong – projekt okładki
- Jane Shirek – fotograf
- Jane Harrison – stylistka
- Maria Verel – fryzura i make-up

## Nagrody
Album otrzymał 2 nagrody Grammy w 1999 roku w kategoriach:
- Najlepiej udźwiękowiony album nieklasyczny
- Album z najlepszym jazzowym wokalem